# Halle Open 2022 - Qualificazioni singolare
Le qualificazioni del singolare maschile dell'Halle Open 2022 sono state un torneo di tennis preliminare per accedere alla fase finale della manifestazione. I vincitori dell'ultimo turno sono entrati di diritto nel tabellone principale. In caso di ritiro di uno o più giocatori aventi diritto a questi sono subentrati i lucky loser, ossia i giocatori che hanno perso nell'ultimo turno ma che avevano una classifica più alta rispetto agli altri partecipanti che avevano comunque perso nel turno finale.

## Teste di serie
1. Tallon Griekspoor (qualificato)
2. Arthur Rinderknech (primo turno)
3. João Sousa (primo turno)
4. Maxime Cressy (qualificato)

1. Jiří Lehečka (primo turno)
2. Peter Gojowczyk (ultimo turno)
3. Yannick Hanfmann (ultimo turno)
4. Christopher O'Connell (ultimo turno)

## Qualificati
1. Tallon Griekspoor
2. Marc-Andrea Hüsler

1. Radu Albot
2. Maxime Cressy

## Tabellone

### Legenda
| - Q = Qualificato - WC = Wild card - LL = Lucky loser | - ALT = Alternate - SE = Special Exempt - PR = Protected Ranking | - w/o = Walkover - r = Ritirato - d = Squalificato |

### Sezione 1
|  | Primo turno | Primo turno       | Primo turno       | Primo turno | Primo turno |  |  | Ultimo turno | Ultimo turno      | Ultimo turno      | Ultimo turno | Ultimo turno |  |
|  |             |                   |                   |             |             |  |  |              |                   |                   |              |              |  |
|  | 1           | Tallon Griekspoor | Tallon Griekspoor | 6           |             |  |  |              |                   |                   |              |              |  |
|  |             | Mats Moraing      | Mats Moraing      | 3           | r           |  |  | 1            | Tallon Griekspoor | Tallon Griekspoor | 6            | 6            |  |
|  | WC          | Nicola Kuhn       | Nicola Kuhn       | 6           | 1           |  |  | 6            | Peter Gojowczyk   | Peter Gojowczyk   | 2            | 3            |  |
|  | 6           | Peter Gojowczyk   | Peter Gojowczyk   | 7           | 6           |  |  |              |                   |                   |              |              |  |

### Sezione 2
|  | Primo turno | Primo turno           | Primo turno           | Primo turno | Primo turno |  |  | Ultimo turno | Ultimo turno          | Ultimo turno          | Ultimo turno | Ultimo turno |  |
|  |             |                       |                       |             |             |  |  |              |                       |                       |              |              |  |
|  | 2           | Arthur Rinderknech    | 6                     | 63          | 64          |  |  |              |                       |                       |              |              |  |
|  |             | Marc-Andrea Hüsler    | 1                     | 7           | 7           |  |  |              | Marc-Andrea Hüsler    | Marc-Andrea Hüsler    | 6            | 6            |  |
|  | Alt         | Yūichi Sugita         | Yūichi Sugita         | 1           | 1           |  |  | 8            | Christopher O'Connell | Christopher O'Connell | 4            | 4            |  |
|  | 8           | Christopher O'Connell | Christopher O'Connell | 6           | 6           |  |  |              |                       |                       |              |              |  |

### Sezione 3
|  | Primo turno | Primo turno      | Primo turno | Primo turno | Primo turno |  |  | Ultimo turno | Ultimo turno     | Ultimo turno | Ultimo turno | Ultimo turno |  |
|  |             |                  |             |             |             |  |  |              |                  |              |              |              |  |
|  | 3           | João Sousa       | 6           | 6           | 2           |  |  |              |                  |              |              |              |  |
|  |             | Radu Albot       | 1           | 7           | 6           |  |  |              | Radu Albot       | 3            | 6            | 6            |  |
|  | WC          | Dominic Stricker | 3           | 6           | 6           |  |  | WC           | Dominic Stricker | 6            | 3            | 2            |  |
|  | 5           | Jiří Lehečka     | 6           | 1           | 4           |  |  |              |                  |              |              |              |  |

### Sezione 4
|  | Primo turno | Primo turno                | Primo turno   | Primo turno | Primo turno |  |  | Ultimo turno | Ultimo turno     | Ultimo turno | Ultimo turno | Ultimo turno |  |
|  |             |                            |               |             |             |  |  |              |                  |              |              |              |  |
|  | 4           | Maxime Cressy              | Maxime Cressy | 6           | 6           |  |  |              |                  |              |              |              |  |
|  | WC          | Louis Wessels              | Louis Wessels | 2           | 3           |  |  | 4            | Maxime Cressy    | 6            | 3            | 6            |  |
|  | Alt         | Marcelo Tomás Barrios Vera | 3             | 7           | 63          |  |  | 7            | Yannick Hanfmann | 3            | 6            | 1            |  |
|  | 7           | Yannick Hanfmann           | 6             | 65          | 7           |  |  |              |                  |              |              |              |  |